# Platysoma inapertum
Platysoma inapertum är en skalbaggsart som beskrevs av Victor Ivanovitsch Motschulsky 1863. Platysoma inapertum ingår i släktet Platysoma och familjen stumpbaggar. Inga underarter finns listade i Catalogue of Life.